# Goffredo Parise
Goffredo Parise (né à Vicence le 8 décembre 1929 et mort à Trévise le 31 août 1986) est un romancier, dramaturge, scénariste et journaliste italien.

## Biographie
Goffredo Parise passe une enfance difficile et solitaire auprès de sa mère Ida Wanda Bartoli, jusqu'à ce qu'elle se marie en 1937 avec Osvaldo Parise, directeur du « Giornale di Vicenza », avec qui l'enfant nouera une solide relation affective.

À 15 ans, il entre dans la Résistance vicentine. Délaissant les études, il écrit pour des quotidiens qui l'ouvrent à l'écriture critique puis narrative.
En 1951, il écrit son premier roman, L'Enfant mort et les comètes (Il ragazzo morto e le comete), une sorte d'autobiographie marquée de réalisme magique. Mais c'est surtout avec Odeur de Sainteté (Il prete bello, 1954), récit des tentations d'un prêtre traduit dans de nombreux pays, que l'écrivain se fera connaître. Avec Il padrone, il sera lauréat du prix Viareggio en 1965. En 1969, il recevra le prix Campiello avec Il crematorio di Vienna, puis le prix Strega 1982, avec Sillabario II .
Il vécut essentiellement à Milan, puis à Rome. En tant que journaliste, il voyagea souvent en Afrique et en Extrême-Orient, matière à des reportages remarqués sur la Chine, le Vietnam, le Japon, le Biafra et le Chili.
Il collabora enfin à de nombreux films, en qualité de scénariste.
À partir de 1980, il sera sujet à de fréquentes dialyses, qui le contraindront à rentrer vivre en Vénétie, où il mourra en 1986.
Il fut l'ami proche de nombreux écrivains italiens, dont Carlo Emilio Gadda, Giovanni Comisso et Guido Piovene.
À Paris, le Centre Georges Pompidou lui a consacré une grande exposition en 1989.